# 等诵经
《等诵经》，又译《僧祇陀經》，南传上座部佛教《巴利文大藏经》中的长部第三十三部经。
该经讲述，佛陀住在末罗国波婆城铁匠纯陀的家林园时，末罗人新建一座会堂，请佛陀说法。佛陀在说法时候，感到背痛，吩咐舍利弗继续为众比丘说法。舍利弗的说法为分十部分，分别依数字序列排列，共讲二百三十种。
该佛经在北传佛教的《大正新修大藏经》对应经典为《長阿含經·眾集經》（第1部第49卷）、《大集法門經》（第1部第226卷）。